# KRC Gent
A KRC Gent egy belga labdarúgócsapat Gent városában. A klub hazai mérkőzéseinek helyét a 2 500 fő befogadására alkalmas PGB-stadion adja. Az egyesület labdarúgó-szakosztályát 1899-ben alapították. A klub jelenleg a Division 2-ben szerepel.

## Sikerei, díjai
Challenge League
- Győztes (2): 1922–23, 1930–31

Belga Kupa
- Döntős (1): 1911–12

## Fordítás
Ez a szócikk részben vagy egészben  a   K.R.C. Gent című angol Wikipédia-szócikk fordításán alapul.  Az eredeti cikk szerkesztőit annak laptörténete sorolja fel. Ez a jelzés csupán a megfogalmazás eredetét és a szerzői jogokat jelzi, nem szolgál a cikkben szereplő információk forrásmegjelöléseként.